# Courcelles-sur-Seine

Courcelles-sur-Seine este o comună în departamentul Eure, Franța. În 1 ianuarie 2022 avea o populație de 2.157 de locuitori.